# Джозеф Уокер Барр
Джозеф Вокер Барр (англ. Joseph Walker Barr; 17 січня 1918, Бікнелл — 23 лютого 1996, Плая-дель-Кармен) — американський політик, підприємець, 59-й міністр фінансів США у кабінеті президента Ліндона Джонсона.

## Біографія
Барр народився в Бікнелл, Індіана. У 1939 році закінчив університет Де-Поу в Грінкастле, Індіана, а в 1941 році отримав ступінь магістра мистецтв в області економіки в Гарвардському університеті. Під час Другої світової війни Барр проходив службу в складі Військово-морських сил. У січні 1944 року, за потоплення німецького підводного човна під час Анціо-Неттунскіх операції, Барр був нагороджений Бронзовою зіркою.
Політичну кар'єру Джозеф Барр починає з обрання його в члени Палати представників. На цій посаді, з 1959 по 1961 рік, він представляв інтереси 11-го виборчого округу по штату Індіана. У 1959 і 1960 роках виступав за прийняття закону про освіту Міжамериканського банку розвитку і Міжнародної асоціації розвитку.
У 1961 році Барр був призначений президентом Джоном Кеннеді на посаду заступника тодішнього міністра фінансів Генрі Фаулера. У 1968 році Джозеф стає 69-м міністром фінансів США.